# 항응아 게스트하우스

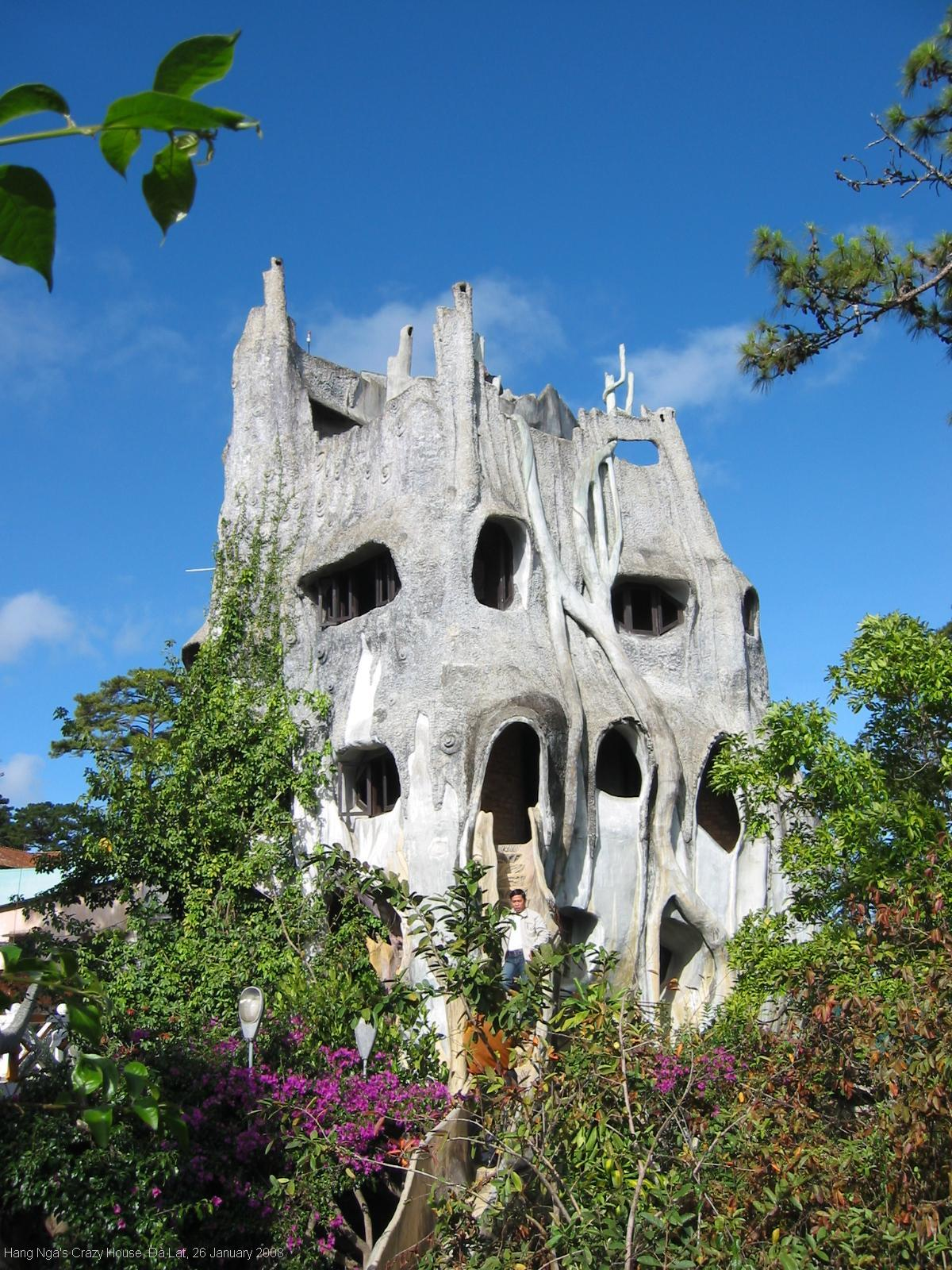
항응아 게스트하우스의 외관

항응아 게스트하우스(Biệt thự Hằng Nga)는 대중적으로 ‘크레이지 하우스’(Crazy House, Ngôi nhà quái dị)로 알려져 있다. 비전통적인 건물이며, 베트남 달랏에 있는 건축가 당비엣응아(Đặng Việt Nga)에 의해 지어졌다.
‘동화의 집’으로 묘사되어 있으며, 항응아(Hằng Nga)는 고대부터 중국 등 한자문화권에서 ‘달의 여신’으로 알려진 항아(姮娥)를 베트남어로 발음한 것이다. 건물의 전체적인 디자인은 거대한 나무와 유사하며 동물, 버섯, 거미줄, 동굴과 같은 자연 형태를 나타내는 조각 디자인 요소를 통합하고 있다. 복잡하고, 유기적인, 비직사각형 모양을 포함하는 그 아키텍처는 표현주의자로 묘사되었다. 응아는 건물 디자인에서 스페인 카탈로냐 건축가 안토니 가우디의 영감을 받았다는 것을 인정했으며, 방문객들은 살바도르 달리와 월트 디즈니와 같은 예술가들의 작품과 다양한 유사점을 끌어내곤 한다. 1990년에 문을 연 이래 이 건물은 독창적인 건축물로 인정을 받았고, 수많은 가이드북에 강조되어 있으며, 중국 인민일보에서 세계에서 가장 ‘기괴한’ 10개의 건축물 중 하나로 선정되었다.

## 설계

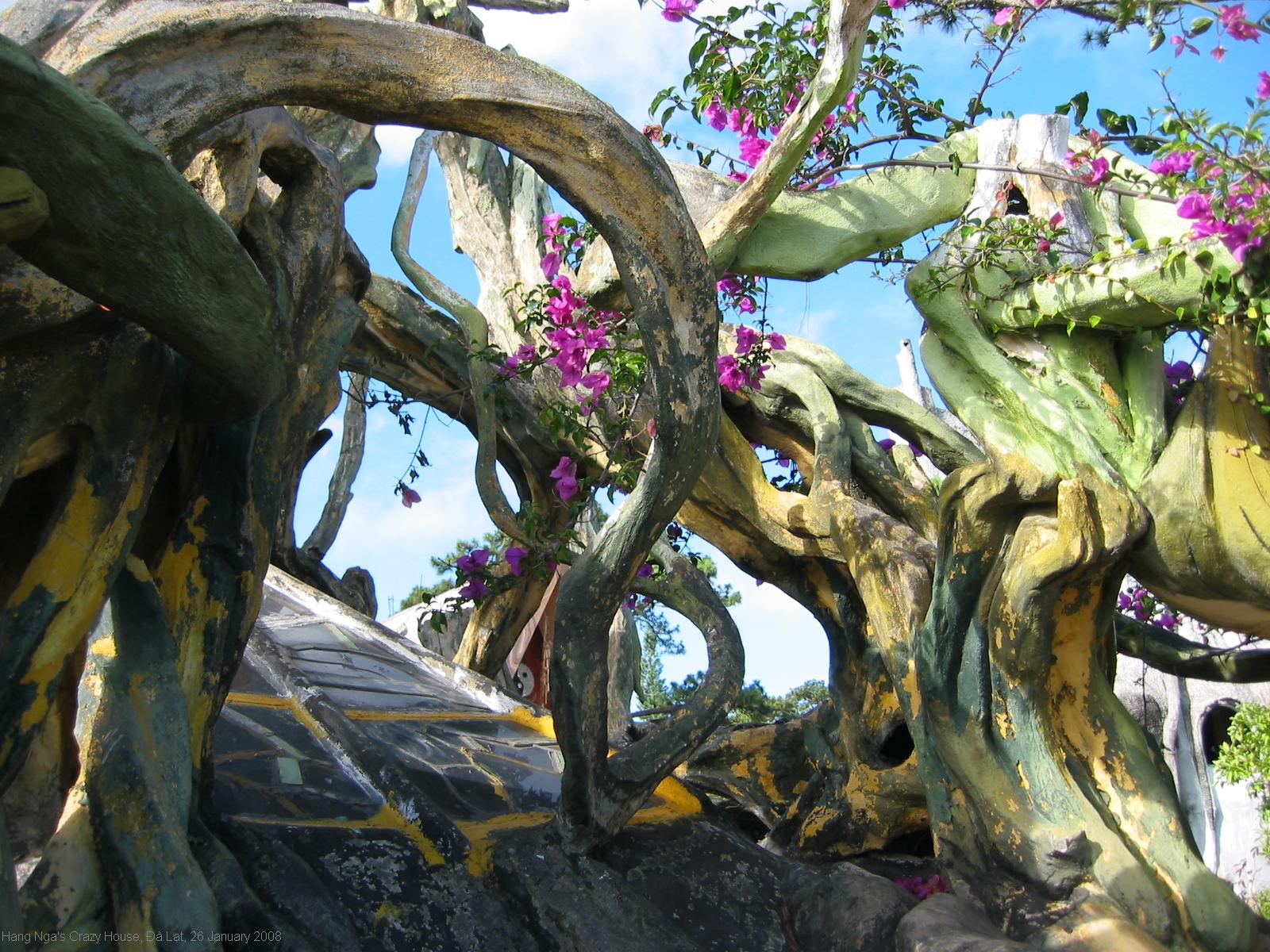
게스트하우스의 외관은 구불구불한 유기체로 장식되어 있다

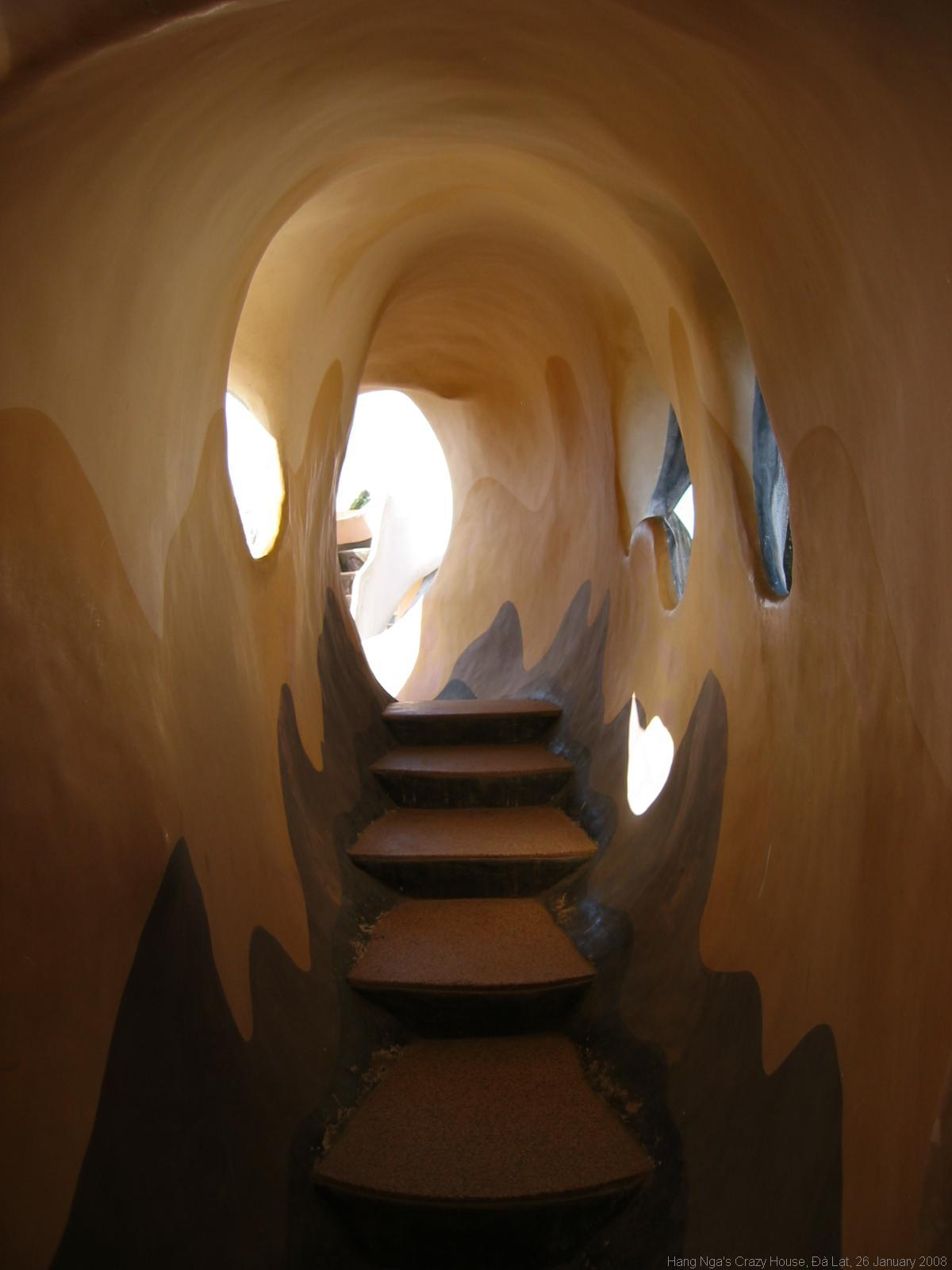
동굴 모양의 계단

항응아 게스트하우스는 원래 베트남 건축가인 당비엣응아가 개인 프로젝트로 1990년에 문을 열었다. 모스크바 국립 대학교에서 건축학 박사 학위를 받은 쯔엉찐의 딸인 응아는 그녀의 전반적인 디자인을 달랏 도시 주변의 자연환경과 카탈로냐 건축가 안토니 가우디의 작품에서 영감을 얻었다.

### 건축물
응아는 표준 건축 계획을 청사진으로 사용하지 않고, 그림을 제작하고 비전문가인 현지 장인을 고용하여 이를 건축적 요소로 변환시켰다. 건물 전체에서 직각이 거의 발견되지 않고, 대신 자연 형태를 반영하는 복잡한 유기적 구조를 사용했다. 건물의 외관은 5층 높이의 반얀나무와 비슷하다. 고르지 않은 모양의 창 개구부와 벽을 따라 ‘성장’하듯 지붕 위로 하늘로 올라가는 가지 모양의 구조가 있다. 이곳을 ‘동화의 집’으로 묘사하면서 관찰자들은 건물의 건축과 살바도르 달리와 월트 디즈니의 작품을 다양하게 비교했다. 달랏시 인민위원회는 건물의 건축물을 분류하려고 시도하면서 이것을 “표현주의자”라고 묘사했다.

### 내부 설계
이 게스트하우스에는 테마별로 10개의 테마룸이 있다. 각 테마별로 동물이 있다. 예를 들어 호랑이방, 독수리방, 개미방, 캥거루방이 있으며, 각각 테마와 일치하는 장식이 있다. 예를 들어, 호랑이방의 벽에는 적목 현상이 나타나는 큰 호랑이가 있다. 캥거루방에는 조각된 캥거루가 들어 있고, 뱃속에 벽난로가 있다. 독수리방의 벽난로는 거대한 독수리알의 형태이다. 대부분의 객실은 동물 테마가 특정 국적과 관련되어 있어 한층 더 수준 높은 상징을 통합하고 있다. 예를 들어, 응아는 호랑이방을 “중국인의 강점”으로 표현한다. 독수리방은 미국인처럼 “크고 강하고”, 개미방은 “열심히 일하는 베트남”을 나타낸다.
객실 내부의 가구는 객실의 선형을 벗어난, 유기적 형태와 일치하도록 수공예품으로 만들어졌으며 때로는 객실 자체에 내장되어 있다. 집안의 돌 장식은 곰, 기린, 개구리, 거미와 개미와 같은 동물과 버섯, 거미줄과 같은 자연 요소를 묘사한다. 건물 내부의 계단과 복도는 터널과 동굴과 유사하게 설계되었다.

## 관광
본질적으로 개인 프로젝트였기 때문에 3천만동 이상 축적된 부채로 인한 재정적 부담을 덜기 위해 응아는 건물을 게스트하우스로 확장하고, 1990년 후반에 관광객들에게 유료로 개방을 했다. 현재 게스트하우스 방문 요금은 방문당 6만동(2020년 1월)이다. 객실 요금은 베트남인의 경우 1박당 1박 기준 29만동 ~ 63만동, 외국인의 경우 $ 29–63이다.

## 반응

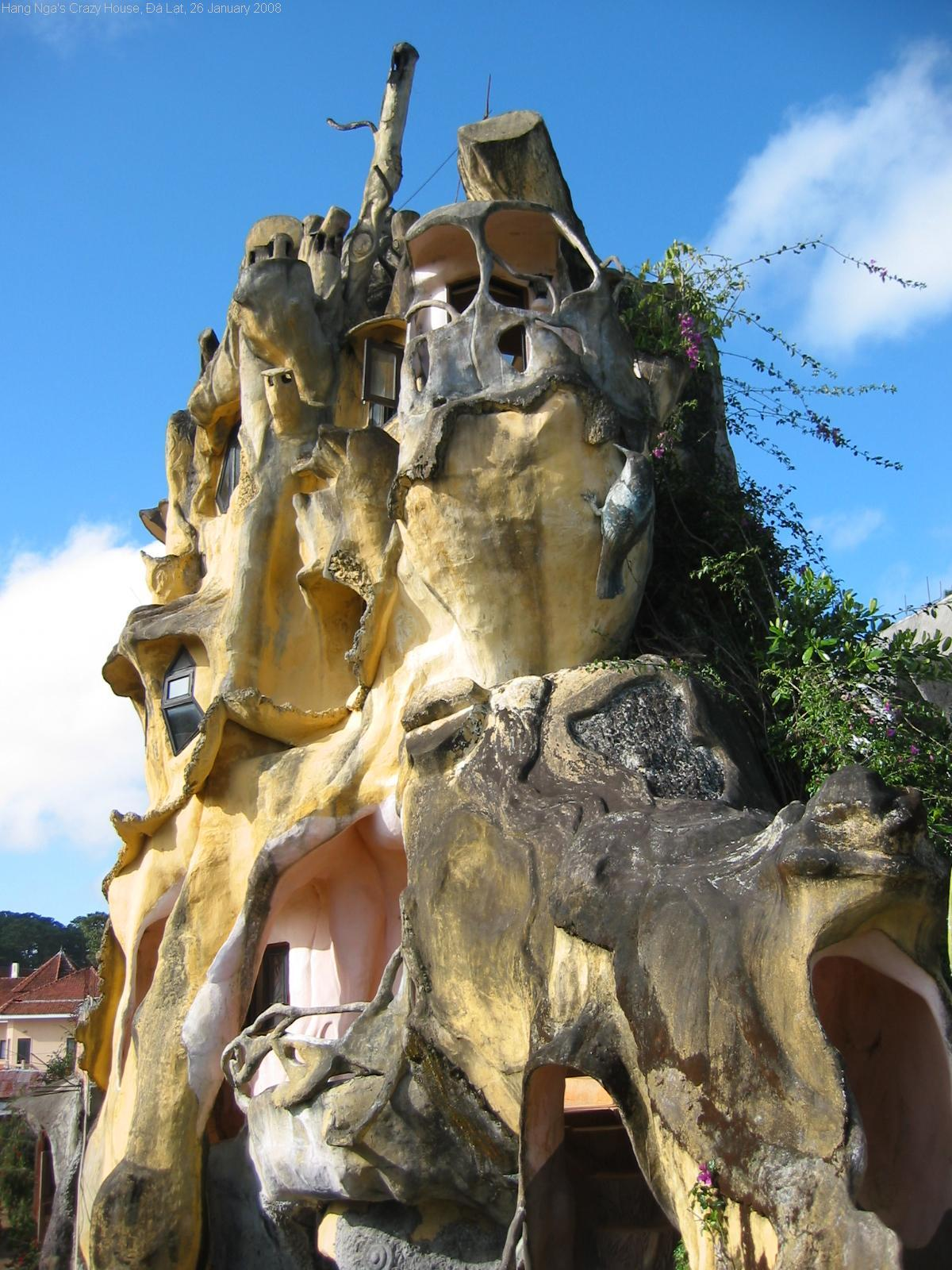
게스트하우스 특유의 건축에 대한 반응은 엇갈렸다.

5층 높이의 게스트하우스는 처음부터 비판과 조롱, 공개적 감탄에 이르기까지 다양한 반응으로 관심과 논쟁을 불러일으켰다. 초기에 방문객들은 이 집을 ‘Crazy House’라고 불렸고, 응아 자신이 직접 이것을 집이름으로 채택했다.
방문객들은 일반적으로 집에 긍정적으로 반응하여 ‘용감하다’, ‘영리하다’, ‘전적으로 우주적’이며 그녀의 작품에 대한 비전과 헌신으로 응아를 칭찬했다. 한 프랑스 관광객은 다음과 같이 논평했다.
| “ | 삶의 의미를 보여 주셔서 감사하다. 동화의 집은 나를 모든 것들이 순수하고, 자연적인 어린 시절로 되돌렸다. | ” |

달랏시 인민위원회를 포함한 지방 당국은 수년간 그 집에 대한 응아의 작업에 반대했고, 임시성, 정형적인 미학 부족과 구조적 무결성에 대한 우려를 언급하면서 그녀의 제안을 거부했다. 그러나 인내와 친구와 가족의 사적 자금으로 당은 집을 더 발전시키고 개량할 수 있었으며, 결국 하노이의 정부가 자신의 작업을 승인하도록 납득시켜 제한없이 계속 건축할 수 있게 되었다.
이 건물은 수많은 여행가이드 북에서 강조되었다. 예를 들어 Frommer's Vietnam의 제3판은 게스트하우스를 "흥미롭고 진화하는 팝아트" 및 "재미있는 방문"이라고 불렀다. 2009년에 이 건물은 중국 인민일보에 의해 세계에서 가장 10대 “기괴한” 건물 중 하나로 선정되었다.